# Titanogrypa affinis
Titanogrypa affinis är en tvåvingeart som först beskrevs av Guilherme A.M.Lopes 1948.  Titanogrypa affinis ingår i släktet Titanogrypa och familjen köttflugor. Inga underarter finns listade i Catalogue of Life.